# Oidardis aenecens
Oidardis aenecens là một loài ruồi trong họ Asilidae. Oidardis aenecens được Hermann miêu tả năm 1912. Loài này phân bố ở vùng Tân nhiệt đới.